# Comoara lui Priam
Comoara lui Priam este o colecție de obiecte din aur și din alte metale și pietre prețioase, descoperită de arheologul clasic Heinrich Schliemann. El susținea că situl arheologic respectiv ar aparține vechii cetăți Troia și deci tezaurul ar aparține legendarului rege Priam, menționat în epopeea homerică Iliada. Această atribuire este considerată acum a fi rezultatul zelului lui Schliemann de a găsi locurile și artefactele menționate în epopeile homerice. La acel moment stratigrafia Troiei nu era solidificată, ceea ce a fost realizată, ulterior, de către arheologul Carl Blegen. Stratul în care s-a pretins că a fost găsită Comoara lui Priama a fost atribuit sitului Troia II, în timp ce Priam ar fi fost rege al Troiei din perioada VI sau VII a sitului arheologic, ce a avut loc câteva sute de ani mai târziu.

## Context
Odată cu dezvoltarea istoriei critice moderne, Troia și Războiul Troian au fost considerate ca fiind legende. În perioadele  1871-1873 și 1878-1879, Schliemann a excavat un deal numit Hissarlik din Imperiul Otoman, în apropierea orașului Chanak (Çanakkale) din nord-vestul Anatoliei. Aici a descoperit ruinele unei serii de orașe antice, datând din Epoca Bronzului și până în perioada romană. Schliemann a susținut că unul dintre aceste orașe — mai întâi Troia I, apoi Troia II — ar fi cetatea Troia, iar această identificare a fost acceptată pe scară largă la acel moment.
Cu privire la evenimentele din jurul datei de 27 mai 1873 Schliemann a precizat:
„Excavând acest zid în continuare și în mod direct dinspre partea palatului regelui Priam, am dat peste un obiect mare din cupru de cea mai remarcabilă formă, care a atras atenția mea cu atât mai mult cu cât am crezut că văd aur în spatele lui. … Pentru a îndepărta comoara de lăcomia muncitorilor mei și a o salva în beneficiul arheologiei, … am cerut imediat „paidos” (pauză de prânz). … În timp ce oamenii mâncau și se odihneau, am extras comoara cu un cuțit mare…. Mi-ar fi fost, cu toate acestea, imposibil să scot comoara fără ajutorul dragei mele soții, care stătea lângă mine gata să împacheteze în șalul ei lucrurile pe care le-am scos și să le ducă mai departe.”
Povestea repetată adesea de Schliemann că ar fi scos comoara din situl arheologic cu ajutorul soției sale a fost falsă. Schliemann a recunoscut mai târziu că a inventat acea poveste, afirmând că, la momentul descoperirii, Sophie se afla de fapt cu familia ei la Atena, ca urmare a morții tatălui ei.

## Comoara

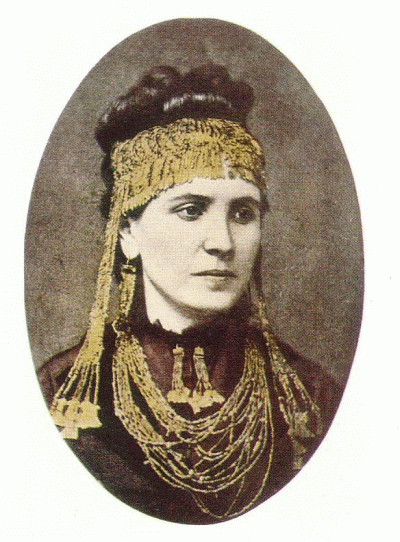
de (născută Engastromenos) purtând „Bijuteriile Elenei din Troia”, excavate de soțul ei, Heinrich Schliemann, la Hisarlik (fotografie ce datează din jurul anului 1874)

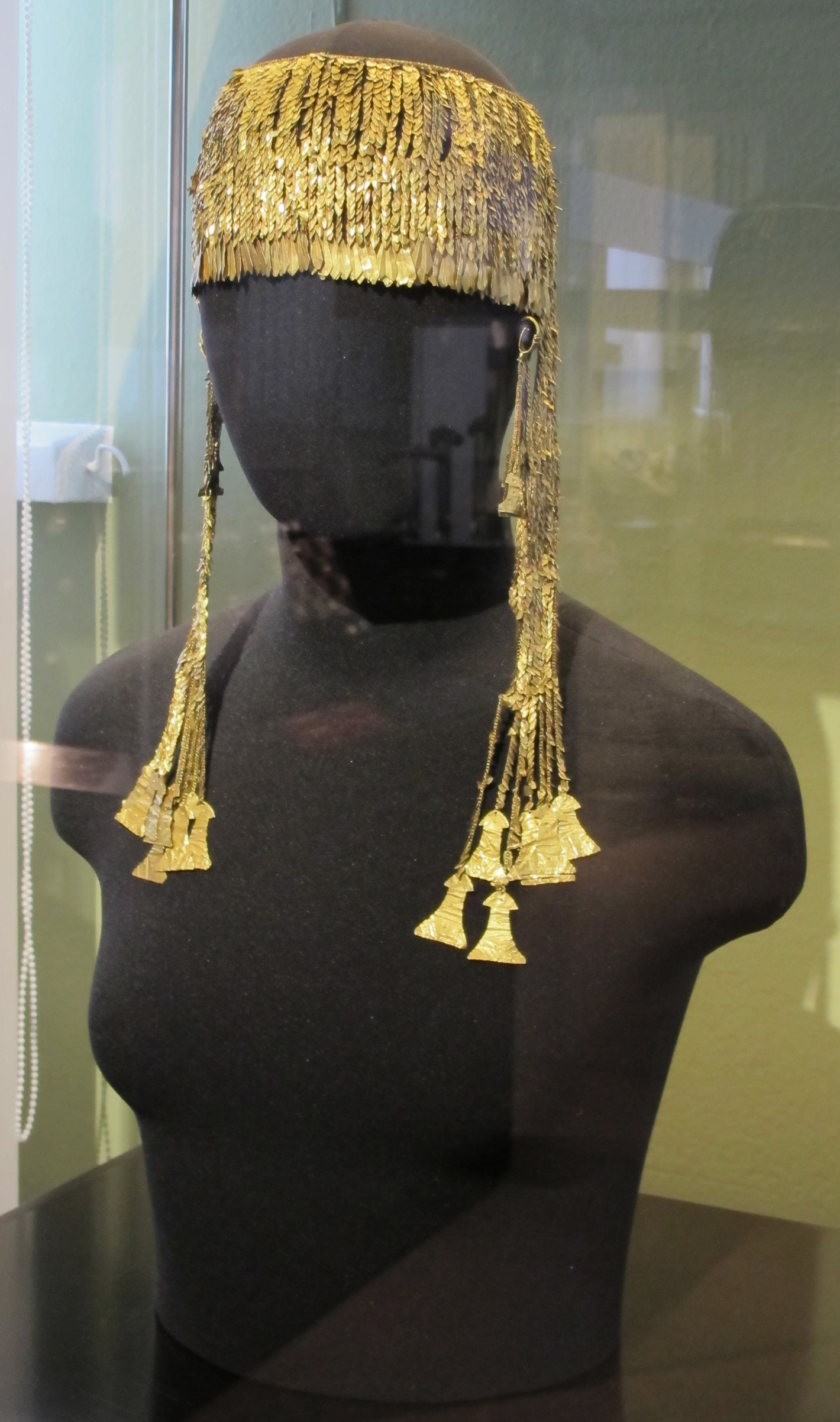
Diadema mare într-o expoziție modernă

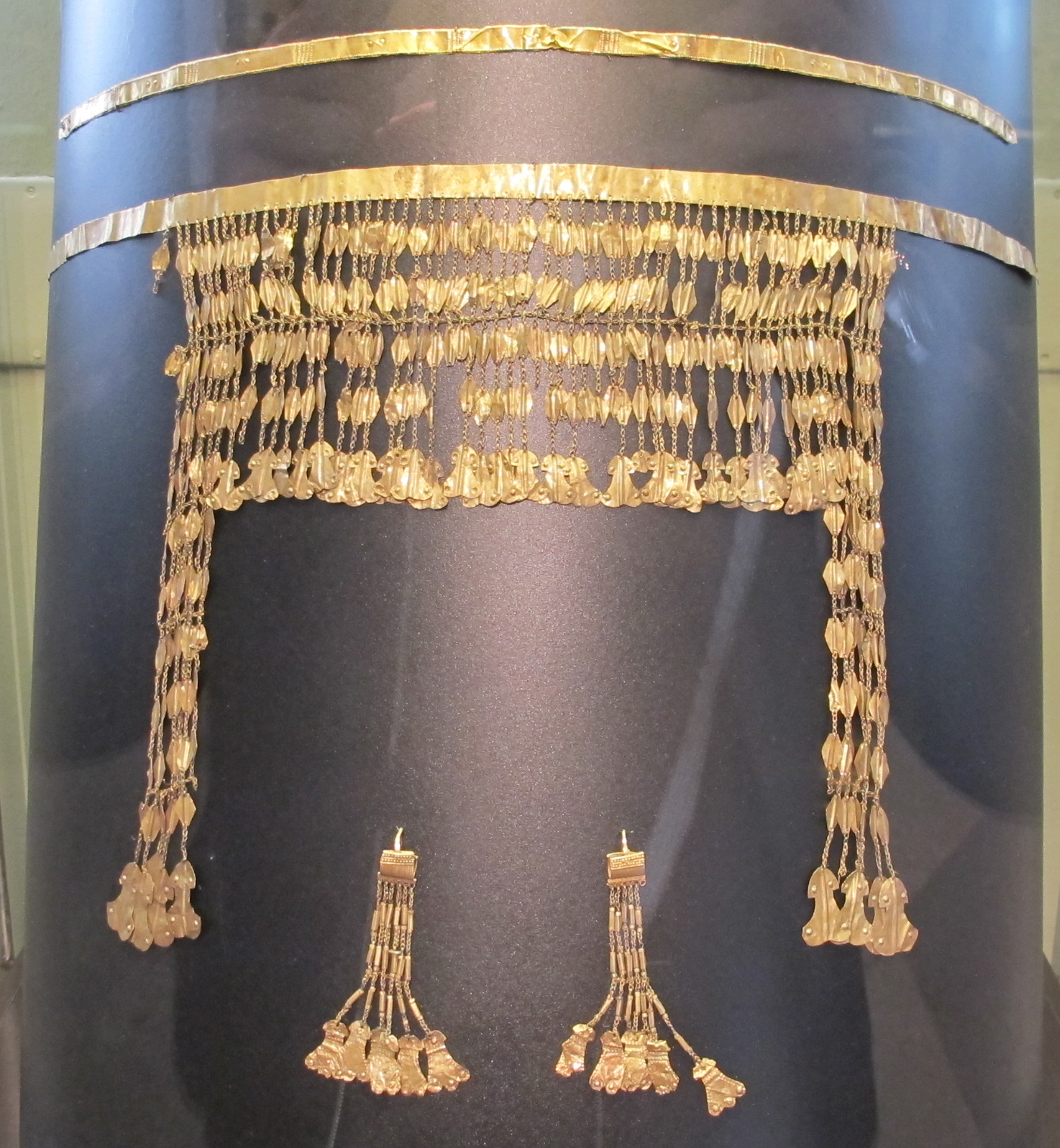
Diadema mică

Comoara conține mai multe obiecte după cum urmează:
- un scut de cupru
- un cazan de cupru cu mânere
- un artefact de cupru necunoscut, poate o cingătoare de piept
- un vas de argint care conține două diademe de aur („Bijuteriile Elenei din Troia”), 8750 de inele de aur, nasturi și alte obiecte mici, șase brățări de aur, două cupe de aur
- un vas de cupru
- o sticlă din aur forjat
- două cupe de aur, una forjată, alta turnată
- mai multe pocaluri din teracotă roșie
- o cupă din electrum (amestec de aur, argint și cupru)
- șase lame de cuțit din argint forjat (pe care Schliemann le-a prezentat ca bani)
- trei vase de argint cu piese din cupru topit
- mai multe cupe și vase de argint
- treisprezece vârfuri de lance din cupru
- paisprezece topoare de cupru
- șapte pumnale de cupru
- alte artefacte de cupru

## Comoara ca o colecție de artă
Aparent, Schliemann a scos clandestin Comoara lui Priam din Anatolia. Oficialii guvernamentali au fost informați abia atunci când soția lui, Sofia, a purtat bijuteriile în public. Funcționarul otoman desemnat să supravegheze excavarea, Amin Effendi, a fost condamnat la o pedeapsă cu închisoarea. Guvernul otoman i-a revocat lui Schliemann permisiunea de a săpa și l-a dat în judecată pentru a obține partea sa din comoară. Schliemann a continuat săpăturile la Micene. Acolo, cu toate acestea, Societatea Arheologică Greacă a trimis un agent pentru a-i monitoriza săpăturile.
Mai târziu, Schliemann a cedat guvernului Imperiului Otoman unele comori în schimbul permisiunii de a săpa din nou la Troia. Acestea se află astăzi în Muzeul de Arheologie din Istanbul. Restul comorii a achiziționat în anul 1881 de către Muzeul Regal din Berlin (Königliche Museen zu Berlin), unde a rămas până în 1945, când a dispărut dintr-un buncăr de protecție aflat sub Grădina Zoologică din Berlin.
De fapt, comoara a fost transportată în Uniunea Sovietică de către Armata Roșie. În timpul Războiului Rece, guvernul Uniunii Sovietice a negat că ar avea vreo informație despre soarta Comorii lui Priam. Cu toate acestea, comoara a apărut în septembrie 1993 la Muzeul Pușkin din Moscova. Restituirea artefactelor luate din muzee a fost negociată într-un tratat cu Germania dar, până prin ianuarie 2010, ea a fost blocată de directorii muzeelor din Rusia. Ei au spus că păstrează artefactele furate ca o compensație pentru distrugerea orașelor rusești și jefuirea muzeelor rusești de către Germania Nazistă în cel de-al Doilea Război Mondial. O lege rusă din 1998, Legea Federală cu privire la obiectele de valoare culturală strămutate în URSS ca rezultat al celui de-al Doilea Război Mondial și aflate pe teritoriul Federației Ruse, legalizează jaful din Germania ca o compensație și împiedică autoritățile ruse să realizeze retrocedarea artefactelor către proprietarii lor de drept.

## Autenticitatea comorii
Au existat întotdeauna îndoieli cu privire la autenticitatea comorii. În ultimele decenii aceste îndoieli au fost prezentate în articole și cărți științifice. Comorile sunt, de fapt, cu o mie de ani mai vechi decât regele Priam al Troiei, care a murit, potrivit lui Homer, aproximativ în jurul anului 1200 î.Hr.